# أغوئي
أغوئي في الأساطيرالإغريقية هي ابنة قدموس وهرمونيا وزوجة أيخيون وأم بنثيوس.
بعد أن ضربها ديونيسوس، غابت عن الوعي كبقية النساء اللائي ضربن منه ووقعت في حالة تخيل ووهم فقطعت مع أخواتها ابنها بنثيوس في غابات جبال كيثايرون. معتقدة أنها قطعت أسدا، حملت رأس ابنها المقطوع بفخر كبير وجاءت به إلى ثيفا. يحكى أن والدها قدموس أيقظها من وهمها وفتح لها العينتين لترى حقيقة مافعلت.
كتب يوربيديس عن هذه الحكاية في دراما الباكوسيات.
بعد هذا رحلت أغوئي إلى إلليرين Illyrien
و تزوجت الملك ليكوثيسيس Lykotherses

## معرض صور

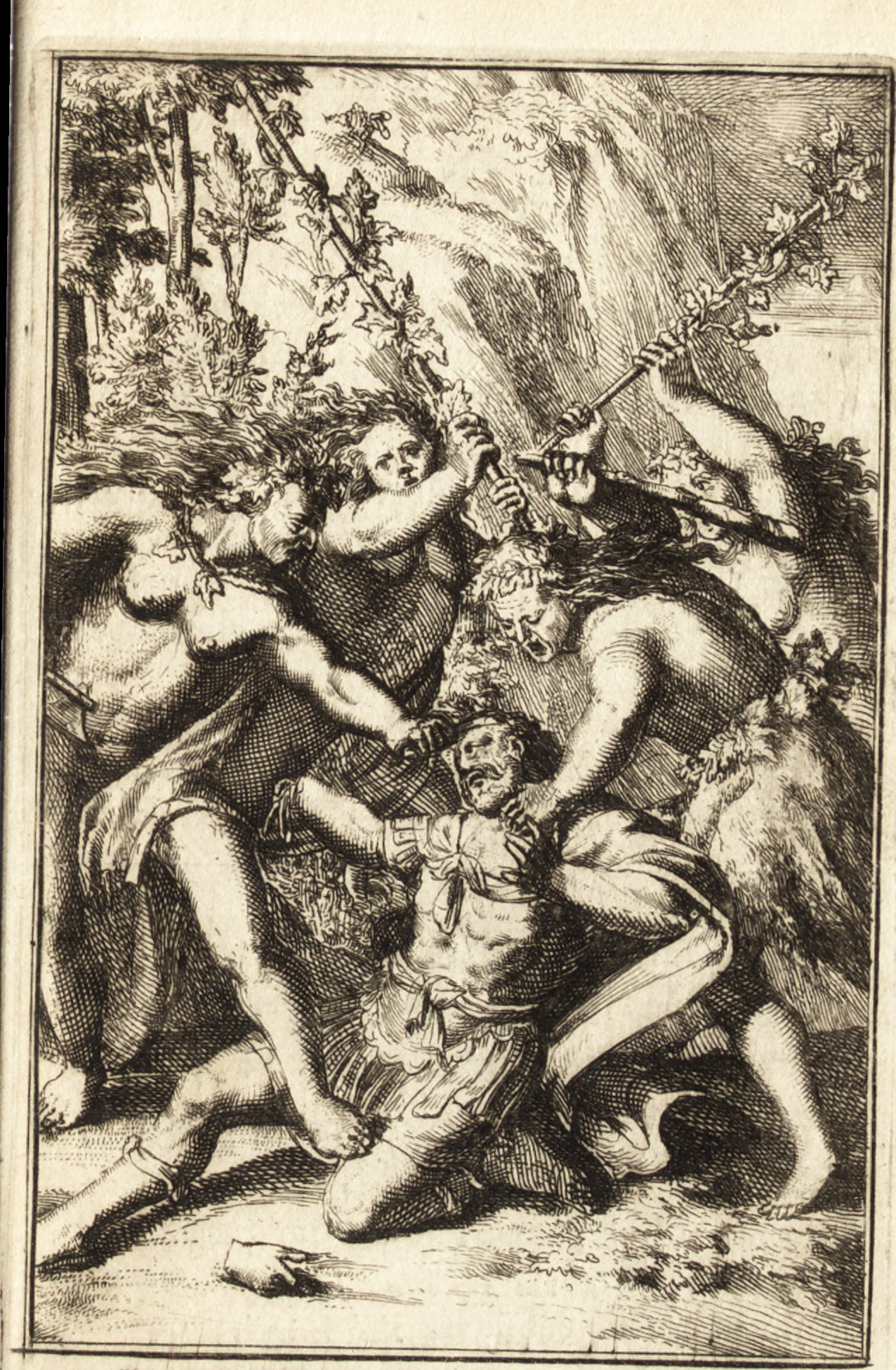
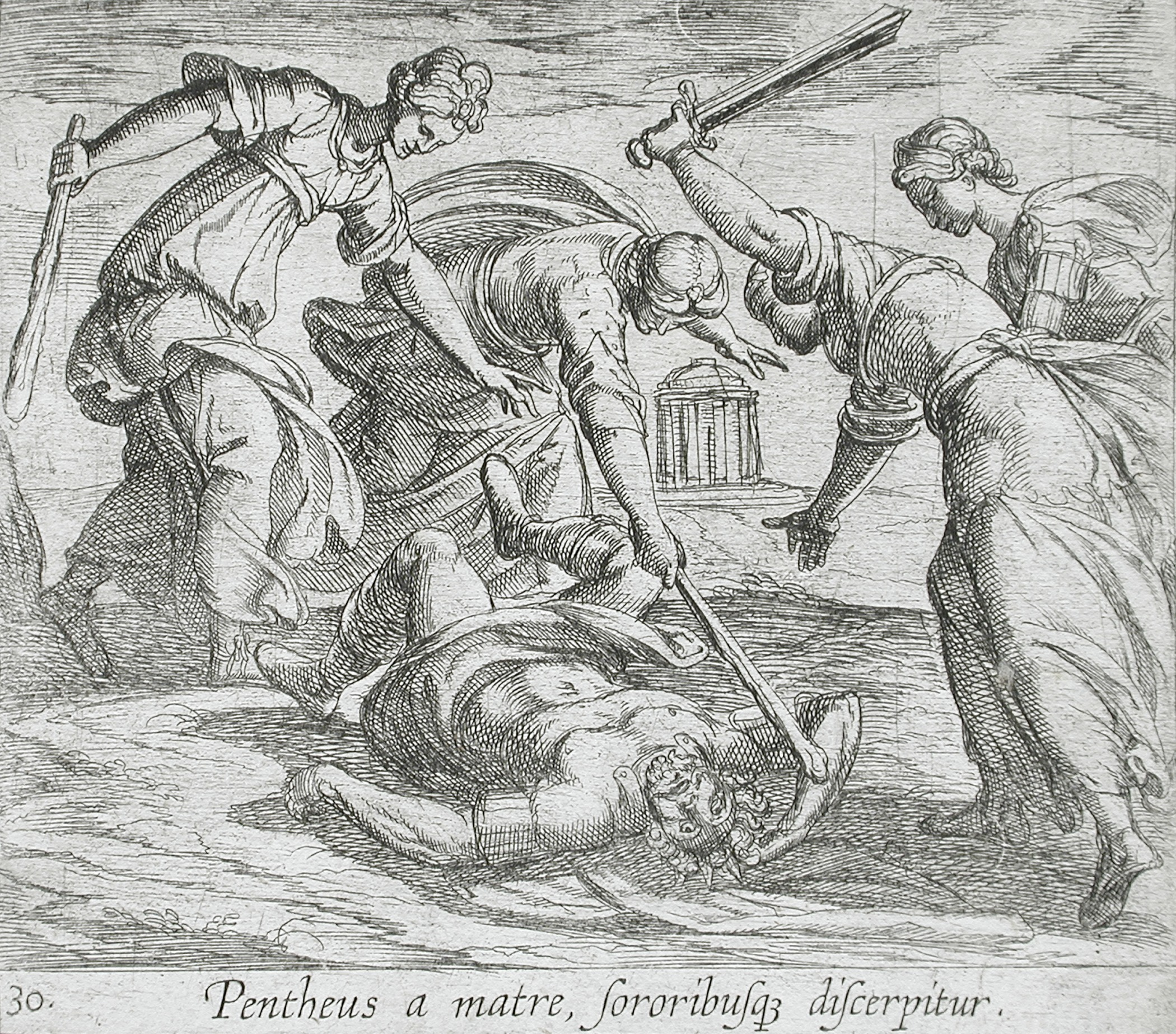
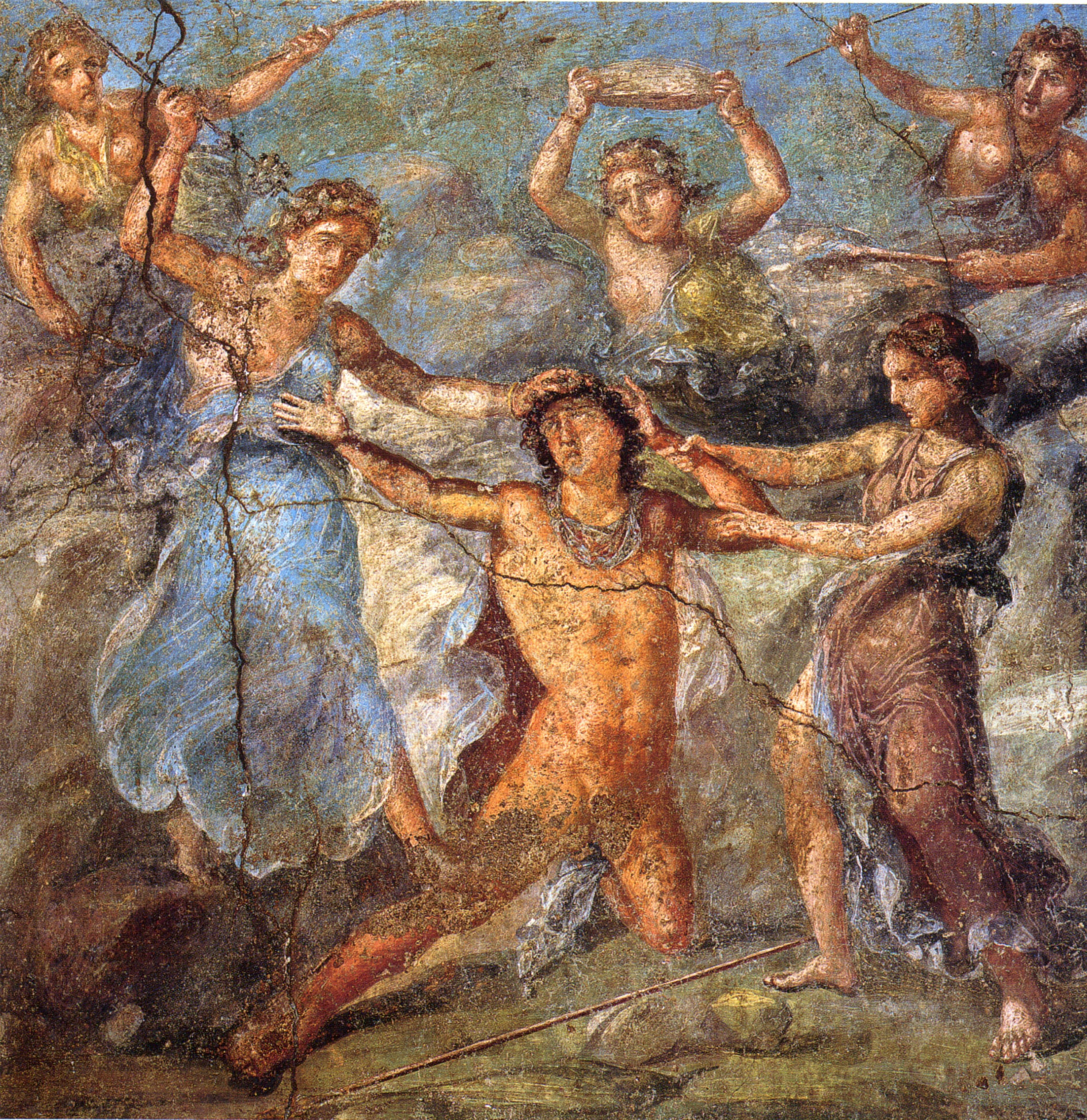